# Светлая Поляна (Новосибирская область)
Све́тлая Поля́на — село в Болотнинском районе Новосибирской области России. Административный центр Светлополянского сельсовета.

## География
Площадь села — 60 гектаров

## История
В 1966 году указом Президиума Верховного Совета РСФСР посёлку центральной усадьбы Чебулинского совхоза присовено наименование Светлая Поляна.

## Население
| 2002 | 2007 | 2010 |
| ---- | ---- | ---- |
| 885  | ↗906 | ↘867 |

## Инфраструктура
В селе по данным на 2007 год функционируют 1 учреждение здравоохранения, 1 образовательное учреждение.